# Wilson Laus Schmidt
Wilson Laus Schmidt (13. května 1916 Florianópolis – 7. května 1982 Chapecó) byl brazilský římskokatolický duchovní. V letech 1957-1962 zastával úřad pomocného biskupa v arcidiecézi Rio de Janeiro, následně v letech 1962-1968 zastával úřad sídelního biskupa Diecéze Chapecó.

## Život
Wilson Laus Schmidt se narodil v roce 1923 ve městě Florianópolis, nacházející se v brazilském státě Santa Catarina. Po vysvěcení na kněze v roce 1939 působil ve farnostech náležejících florianópoliskému arcibiskupství. Papež Pius XII. ho roku 1957 roku jmenoval pomocným biskupem pro arcidiecézi Rio de Janeiro. Papež Jan XXIII. jej v roce 1962 povýšil na sídelního biskupa diecéze Chapecó. V letech 1962-1965 se zúčastnil druhého vatikánského koncilu jako koncilní otec. Snažil se neustále myslet na nemocné a trpící, za mnohými neváhal jet v různých denních dobách svým Volkswagenem Brouk.
Mons. Wilson Laus Schmidt v úřadu sídelního biskupa setrval do roku 1968. Dne 22. ledna 1968 rezignoval na svůj úřad a byl papežem Pavlem VI. jmenován titulárním biskupem ze Synnady. Nunciovi napsal, že „se zavázal v míře svých sil k uskutečnění skutečné myšlenky obnovy Druhého vatikánského koncilu“. Byl konzervativní, ale ne nostalgický, určité pokoncilní liturgické projevy přijímal z poslušnosti, protože inklinoval k pořádku a poslušnosti jako takové. Po vzdání se funkce sídelního biskupa nosil jednoduchou sutanu, bez znaků biskupské hodnosti (tedy nikoli fialovou náležející biskupům, ale černou, kněžskou), kromě pektorálu (biskupského kříže). Tohoto titulu se zřekl 16. června 1971. Dál mu náležel titul emeritního biskupa z Chapecó. Roku 1974 byl jmenován soudcem Krajského církevního soudu. Zemřel 7. května 1982.